# Junction City (Kansas)
Junction City – miasto w Stanach Zjednoczonych, w stanie Kansas, w hrabstwie Geary, położone u zbiegu rzek Smoky Hill i Republican, dających początek rzece Kansas.